# The Rapture
The Rapture је денс-панк бенд из Њујорка. У њиховој музици осећају се утицаји многих жанрова као што су пост-панк, ејсид хаус, диско, електроника и рок.

## Историја
The Rapture су 1998. године основали клавијатуриста Chris Relyea, бубњар Vito Roccoforte и гитариста и вокал Luke Jenner. Дебитантски “мини-албум” Mirror издали су 1999. године. По изласку овог остварења, бенд се стационирао у Њујорку. Коначно им се придружио и Мет Сафер (енгл. Matt Safer), пошто су променили пет клавијатуриста и двојицу басиста у периоду од 18 месеци. После двогодишње турнеје, бенд је издао албум (ЕП)са шест песама Out of the Races and Onto the Tracks, за кућу Sub Pop, а једна нумера се нашла у екранизацији Bret Iston Elis-ove приче The Rules Of Attraction. The Rapture су били иницијатори “повратничког” пост-панка, миксујући свој ранији пост-панк звук са електронским и денс елементима, а све то кроз сарадњу прослављеним њујоршким продукцијским тимом ДФА (енгл. DFA). Мулти талентовани инструменталиста Габријел Андруци (енгл. Gabriel Andruzzi) прикључио се бенду 2002. године. Њихов албум Echoes изашао је 2003. и наишао на одобравање код критике, а од стране pitchforkmedia.com проглашен је за најбољи те године.
Јануара 2004. године, the Rapture су били главна подршка бенду Funeral for a Friend на NME Awards турнеји, поред, такође популарних бендова, као што су Франц Фердинанд (енгл. Franz Ferdinand) i The Von Bondies. Касније те године бенд је наступао на фестивалу Curiosa уз Interpol, Scarling., Mogwai, Cursive, Thursday, The Cooper Temple Clause, Head Automatica и своје идоле Кјур (енгл. The Cure).
Исте године бенд је издао DVD Is Live, and Well, in New York City за DFA Records/Mercury Records.
The Rapture у септембру 2006. године издали албум Pieces of the People We Love за Universal Motown Records. Paul Epworth, Ewan Pearson и Danger Mouse су продуцирали албум.
Били су пратећи бенд групи Килерс (енгл. The Killers) када су у оквиру турнеје 2006. наступали у Лондону, као и групи Дафт Панк (енгл. Daft Punk) на њиховој северно-америчкој турнеји 2007. године.
Песма "No Sex for Ben" је уврштена на he Music of Grand Theft Auto IV, саундтрек за специјалну едицију игрице The Music of Grand Theft Auto IV. Ова нумера је заузела 26. место на топ-листи 100 најбољих песама у 2008. години часописа Ролинг Стоун. Песма "Echoes" чује се у сцени филма Superbad, док се нумера "The Devil" може чути у епизоди "Rocket Club" телевизијске серије.
Њихова песма "Whoo! Alright, Yeah…Uh Huh" је званична химна њујоршког фудбалског клуба Црвени бикови. Иста песма се чује и у игрици Madden 2007 под називом "W.A.Y.U.H".
На свом званичном сајту су у јулу 2009. године објавили да је басиста Mattie Safer одлучио да напусти бенд и притом додали “Жао нам је што одлази, али чини се да је тако најбиље за све”. Од када је Сафер отишао радили су на свом новом албуму у студију у Бруклину. Харис Клар (енгл. Harris Klahr) је тренутно преузео на себе “дужности” басисте.

## Дискографија

### Албуми
- Mirror (1999) Gravity
- Echoes (2003) Strummer/Universal (#32 UK)
- Pieces of the People We Love (2006) Motown/Universal (#40 UK)[3]

### Компилације
- Траке (2008) !K7

Миксоване траке са песмама одабраним од стране бенда

### Синглови
| Године | Песма                                                                     | U.S. Hot 100 | Британска топ листа синглова | Албум                                |
| ------ | ------------------------------------------------------------------------- | ------------ | ---------------------------- | ------------------------------------ |
| 1998   | "The Chair That Squeaks"                                                  | -            | -                            | -                                    |
| 1999   | Mirror (Mini-LP)                                                          | -            | -                            | -                                    |
| 2001   | Out of the Races and Onto the Tracks (EP)                                 | -            | -                            | -                                    |
| 2002   | "House of Jealous Lovers"                                                 | -            | -                            | -                                    |
| 2003   | "Killing" / "Give Me Every Little Thing" (The Rapture/Juan Maclean split) | -            | -                            | -                                    |
| 2003   | "House of Jealous Lovers" (Re-release)                                    | -            | 27                           | Echoes                               |
| 2004   | "Love Is All"                                                             | -            | 38                           | Echoes                               |
| 2004   | "Sister Saviour"                                                          | -            | 51                           | Echoes                               |
| 2006   | "Get Myself Into It"                                                      | -            | 36                           | Pieces of the People We Love         |
| 2006   | "Whoo! Alright — Yeah... Uh Huh"                                          | -            | 65                           | Pieces of the People We Love         |
| 2007   | "Pieces of the People We Love"                                            | -            | -                            | Pieces of the People We Love         |
| 2007   | Live from SoHo                                                            | -            | -                            | -                                    |
| 2007   | "The Sound"                                                               | -            | -                            | Need for Speed: ProStreet soundtrack |
| 2008   | "No Sex for Ben"                                                          | -            | -                            | Музика за Grand Theft Auto IV        |